# 7500
7500 (7500: Avión secuestrado en España) es una película de acción, suspense y drama de 2019 escrita y dirigida por Patrick Vollrath (siendo este su debut como director de largometrajes) y protagonizada por Joseph Gordon-Levitt sobre el secuestro terrorista de un avión comercial. Se trata de una coproducción entre Alemania, Austria y Estados Unidos y el título hace referencia al código de emergencia del transpondedor para una interferencia ilícita en la cabina de mando.

## Argumento

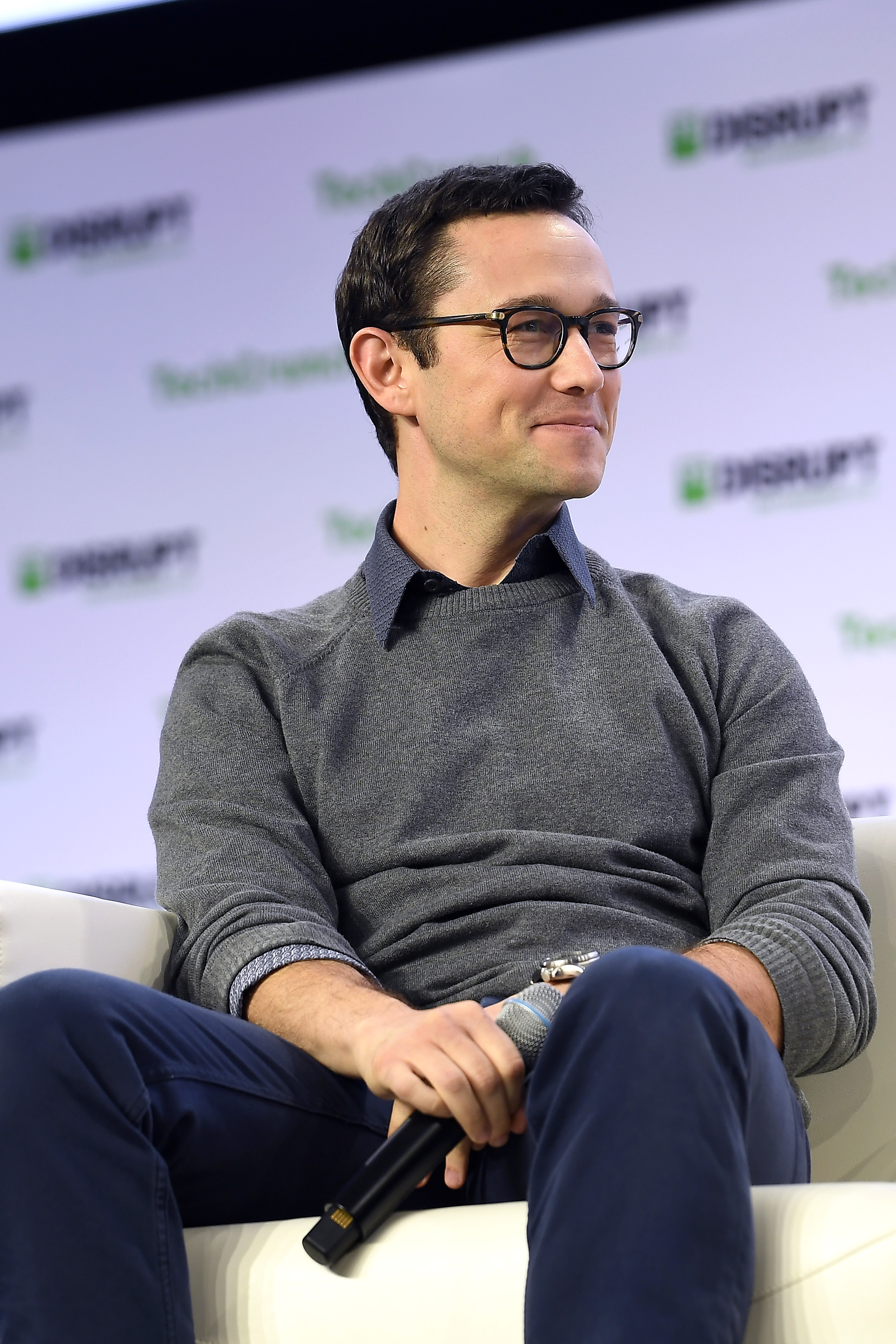
Joseph Gordon-Levitt interpretó a Tobias Ellis, copiloto del avión secuestrado y protagonista de la obra.

Intercaladas con los créditos de apertura, se muestran grabaciones de cámaras de seguridad de un aeropuerto berlinés en las se hace zoom a determinadas personas que resultarán ser los implicados en el secuestro. Acto seguido, el capitán Michael Lutzmann (Carlo Kitzlinger) y el primer oficial Tobias Ellis (Joseph Gordon-Levitt) se disponen a realizar un vuelo de Berlín a París. Tobias habla con una de las azafatas, que resulta ser su novia, Gökce (Aylin Tezel). Lutzmann vuelve a entrar en la cabina y dan comienzo a sus controles y preparativos previos al vuelo.
Una vez en el aire, las azafatas comienzan a llevar a los pasajeros la comida solicitada, así como a los pilotos. Los terroristas aprovechan el momento en que Nathalie (Aurélie Thépaut) accede a la cabina para realizar su intento de secuestro, matando a la auxiliar en el acto. Uno de los secuestradores, Kenan (Murathan Muslu), entra y apuñala a Michael, dejándolo gravemente herido (morirá minutos después), mientras Tobias lucha contra otro (Vedat, interpretado por Omid Memar) y logra cerrar la puerta, quedando de este modo lastimado en el brazo izquierdo. Tobias, después de dejar inconsciente a Kenan, avisa a control del tráfico aéreo y acuerda desviar el vuelo a Hannover. Luego, amarra a Kenan en el asiento adicional e intenta sin éxito practicarle la reanimación cardiopulmonar a Michael. También se venda el brazo herido.
El resto de los terroristas intentan entrar desenfrenadamente, sin lograr resultado. Tobias observa en el monitor de la cámara que enfoca el exterior de la cabina de mando que un pasajero ha sido tomado como rehén; los terroristas amenazan con matarlo a menos que Tobias abra la puerta. A pesar de los intentos de este último en evitar que le hagan daño (pues no está autorizado a abrir), Daniel (Paul Wollin) acaba asesinándolo. Poco después regresan con Gökce como rehén. Tobias les ruega que le perdonen la vida, y luego se comunica con los pasajeros para que la rescaten informándoles de que los terroristas son pocos y están mal armados. Asimismo, le suplica a Vedat a través del intercomunicador que detenga a Daniel. Sin embargo, Daniel también le quita la vida a Gökce.
El terrorista al que Tobias redujo logra escaparse de sus ataduras y deja al copiloto inconsciente. Kenan abre la puerta para permitir que Vedat entre en la cabina, escapando así de los pasajeros que se habían lanzado a atacar a los otros secuestradores. Vedat ata a Tobias mientras Kenan toma el control de la aeronave. Comunica a los Eurofighter que están escoltando el avión que lo va a estrellar, pero Vedat sufre una crisis nerviosa y, para evitar su muerte, mata a su compañero. Libera a Tobias, quien estabiliza el avión e invita a Vedat a sentarse y abrocharse el cinturón debido a que el aterrizaje, por culpa de las condiciones meteorológicas, no iba a ser suave.
A pesar de que Vedat quería inicialmente aterrizar en otro lugar, termina ayudando a Tobias a tomar tierra en Hannover. Una vez que los pasajeros han escapado, un negociador de la policía se comunica con la cabina por radio. Vedat demanda combustible para el avión y de esa forma poder ir a otro sitio, pero acaba por silenciar la radio y conversar brevemente con su madre por teléfono y con Tobias. Finalmente, el joven secuestrador se vuelve más agresivo y amenaza con matar al piloto mientras habla nuevamente con el negociador. Es disparado por un francotirador, resultando malherido. La policía entra en la cabina de mando mientras Tobias asiste a Vedat. Al salir, Tobias ve el cuerpo de Gökce tendido en el suelo, lo que hace que se detenga unos instantes. A continuación, un agente saca al secuestrador. La escena final muestra la lluvia cayendo sobre el parabrisas del avión mientras suena el móvil de Vedat.

## Reparto

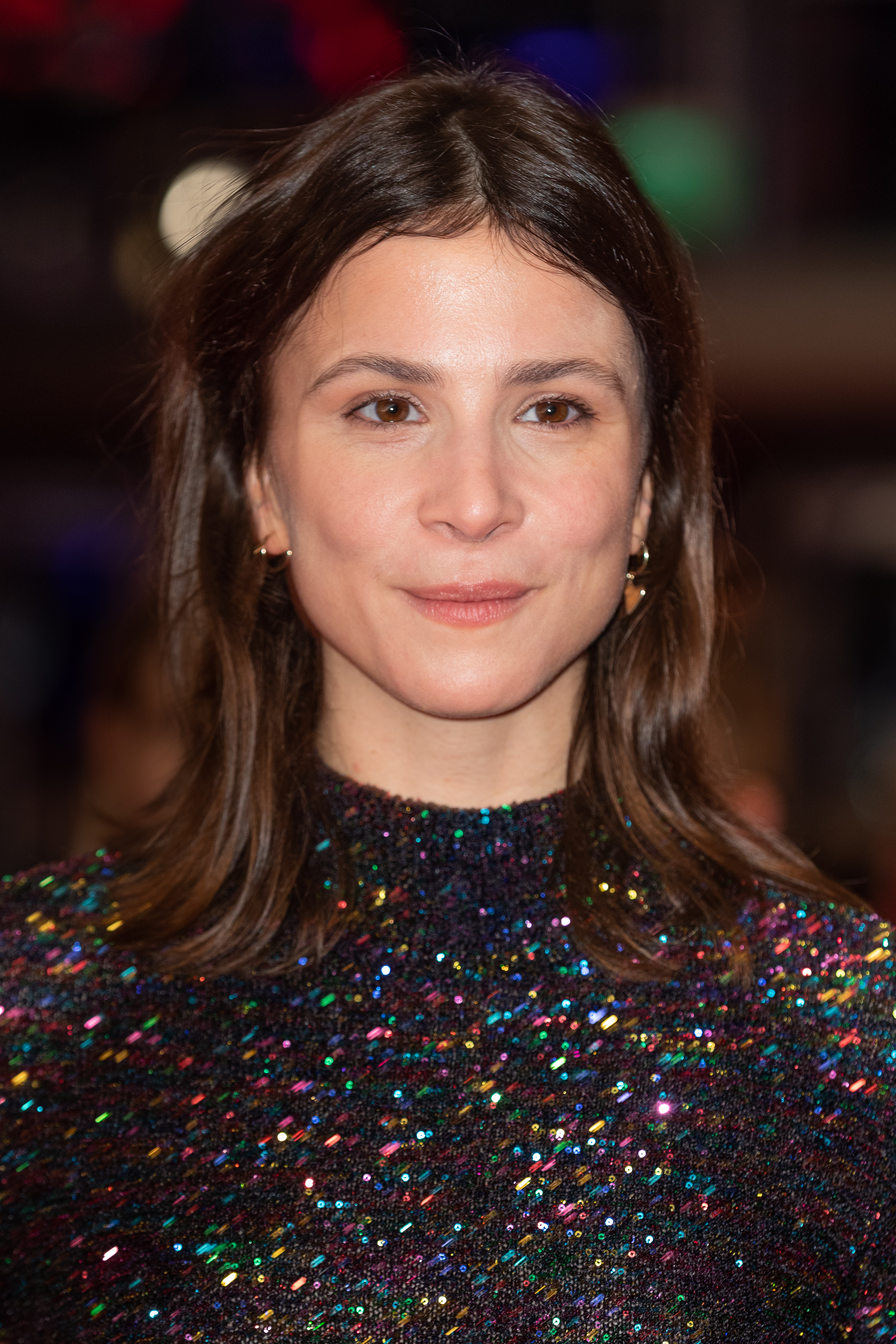
Aylin Tezel da vida a Gökce, auxiliar de vuelo y pareja de Tobias

| Actor                | Personaje                            |
| -------------------- | ------------------------------------ |
| Joseph Gordon-Levitt | Tobias Ellis, copiloto del avión.    |
| Carlo Kitzlinger     | Michael Lutzmann, capitán del avión. |
| Aylin Tezel          | Gökce, azafata y pareja de Tobias.   |
| Aurélie Thépaut      | Nathalie, azafata.                   |
| Omid Memar           | Vedat, secuestrador.                 |
| Murathan Muslu       | Kenan, secuestrador.                 |
| Paul Wollin          | Daniel, secuestrador.                |
| Passar Hariky        | Kalkan, secuestrador.                |

## Producción
En enero de 2017, se anunció que Paul Dano protagonizaría 7500, que a su vez sería dirigida por Patrick Vollrath, tratándose de su primer largometraje. Estaba previsto que el rodaje comenzara a mediados de 2017 en Alemania, pero cuando este se retrasó, Dano abandonó el proyecto debido a problemas de programación, y fue sustituido por Joseph Gordon-Levitt. La producción principal comenzó entonces en noviembre de 2017, en Colonia y Viena. Sobre la participación de Gordon-Levitt en la película, Vollrath dijo que «Joseph es uno de los actores más apasionantes hoy en día, y estamos deseando trabajar con él y ver la magia que aporta a este complejo papel».

## Estreno
Su estreno mundial tuvo lugar en el Festival de Locarno el 9 de agosto de 2019. Fue lanzada a través de Prime Video en Estados Unidos el 18 de junio de 2020 y un día después en España.

## Recepción
En el agregador de reseñas Rotten Tomatoes, la película tiene un índice de aprobación del 70 % basado en 135 reseñas, con una media ponderada de 6,44 sobre 10. El consenso crítico del sitio web dice: «7500 no alcanza la altitud máxima como un thriller de altura, pero la sólida actuación protagonista de Joseph Gordon-Levitt logra mantenerla razonablemente en lo alto». En Metacritic, la película tiene una puntuación media ponderada de 58 sobre 100, basada en 23 críticas, indicando críticas medias o mixtas.
Giovanni Melogli de Cineuropa escribió: «El escenario claustrofóbico es un elemento extremadamente efectivo para lograr el objetivo fijado por el director, es decir, perfilar el comportamiento y las reacciones humanas en situaciones extremas, donde la racionalidad y la emoción se mezclan y se combaten con resultados impredecibles». Allan Hunter, de Screen Daily, describió la película como una búsqueda de «autenticidad» en lugar de la «heroicidad e histrionismo de un éxito de taquilla americano» y comparó la producción con «el ingenio de Hitchcock» por su capacidad de inculcar «una buena dosis de ansiedad ligada al uso de primeros planos y la sensación de encierro».